# Ecliptopera benigna
Ecliptopera benigna là một loài bướm đêm trong họ Geometridae.